# Arocephalus longiceps
Arocephalus longiceps är en insektsart som beskrevs av Carl Ludwig Kirschbaum 1868. Arocephalus longiceps ingår i släktet Arocephalus och familjen dvärgstritar. Arten är reproducerande i Sverige. Inga underarter finns listade i Catalogue of Life.